# اندیس سنگ تزئینی (مرمریت گوهره خرم‌آباد) شرفی
سنگ تزئینی (مرمریت گوهره خرم آباد) شرفی یک اندیس مصالح ساختمانی است که در  استان لرستان قرار دارد و مادهٔ معدنی موجود در آن، سنگ تزئینی است.سنگ میزبان این اندیس سنگ آهک دولومیتی است و دیرینگی آن به دوران الیگومیوسن می‌رسد. 